# Fußballclub Berlin 1990-1991
La pagina raccoglie i dati riguardanti il F.C. Berlin nelle competizioni ufficiali della stagione 1990-1991.

## Stagione

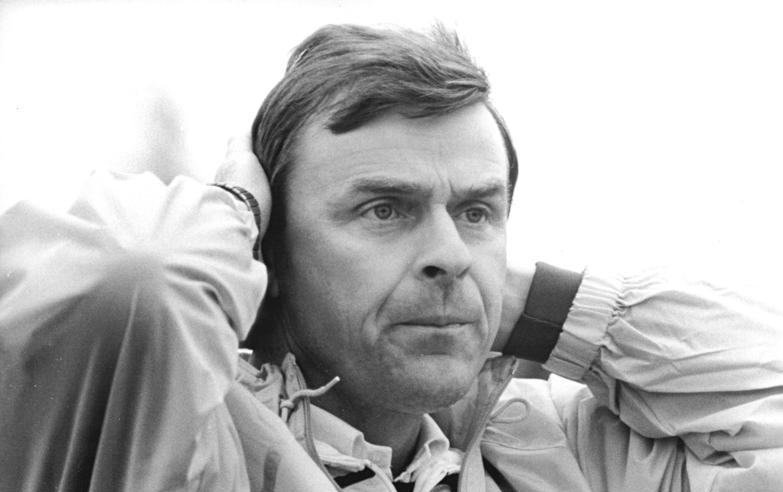
Jürgen Bogs durante il match contro il Magdeburgo del 15 settembre 1990, gara che vide il ritorno del tecnico sulla panchina della squadra dopo due anni di assenza.

Dopo aver subìto un importante rinnovamento della rosa (reso necessario dalla dipartita di numerosi giocatori, tra cui Thomas Doll e Rainer Ernst, che emigrarono verso club iscritti a campionati più quotati), il FC Berlino iniziò la stagione uscendo immediatamente dalla coppa nazionale e perdendo le prime quattro gare del campionato. In seguito a tali risultati, la dirigenza decise di esonerare l'allenatore Peter Rohde, sostituendolo col rientrante Jürgen Bogs: ciononostante, la squadra non riuscì mai a decollare, rimanendo invischiata nella lotta per non ottenere la retrocessione diretta in Oberliga Nordost e salvandosi solamente nel finale, grazie a sette punti ottenuti mediante una serie di quattro gare utili consecutive.
Grazie all'undicesimo posto finale, il FC Berlin ebbe quindi la possibilità di disputare i playoff validi per la qualificazione in Zweite Bundesliga o in Oberliga: sorteggiata in un gruppo che includeva Union Berlino, Magdeburgo e Stahl Brandeburgo, la squadra lottò assieme a quest'ultima per la promozione in seconda divisione, uscendone sconfitto nonostante i risultati positivi ottenuti negli scontri diretti.

## Maglie e sponsor
Viene confermato il fornitore tecnico Patrick, che disegna un nuovo motivo per la maglia, costituito da una striscia bianca su fondo rosso che percorre la sola spalla sinistra. Calzoncini e calzettoni sono di colore rosso mentre la seconda divisa è identica alla prima, con i colori invertiti (maglia bianca con striscia rossa).
| Manica sinistra · Maglietta · Maglietta · Manica destra · Manica destra · Pantaloncini · Calzettoni | Manica sinistra · Maglietta · Maglietta · Manica destra · Manica destra · Pantaloncini · Calzettoni |  |

## Rosa

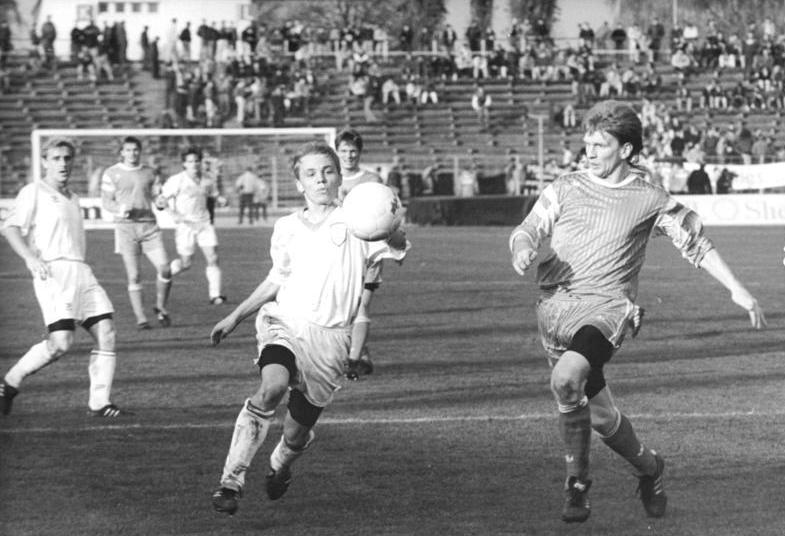
Dirk Rehbein in azione nella gara contro l'Hallescher Chemie del 10 novembre 1990

| N. |                           | Ruolo | Calciatore        |
| -- | ------------------------- | ----- | ----------------- |
|    | Bulgaria (bandiera)       | P     | Ilija Vălov       |
|    | Germania (bandiera)       | P     | Oskar Kosche      |
|    | Germania (bandiera)       | P     | Andreas Nofz      |
|    | Germania (bandiera)       | D     | Jörn Lenz         |
|    | Germania (bandiera)       | D     | Waldemar Ksienzyk |
|    | Germania (bandiera)       | D     | Burkhard Reich    |
|    | Germania (bandiera)       | D     | Jens-Uwe Zöphel   |
|    | Germania (bandiera)       | D     | Jörg Buder        |
|    | Germania (bandiera)       | D     | Hendrik Herzog    |
|    | Germania (bandiera)       | D     | Jörg Fügner       |
|    | Germania (bandiera)       | D     | Uwe Szangolies    |
|    | Germania (bandiera)       | C     | Thoralf Arndt     |
|    | Cecoslovacchia (bandiera) | C     | Pavel Chaloupka   |
|    | Germania (bandiera)       | C     | Eike Küttner      |
|    | Germania (bandiera)       | C     | Michael Hennig    |

| N. |                             | Ruolo | Calciatore              |
| -- | --------------------------- | ----- | ----------------------- |
|    | Germania (bandiera)         | C     | Christian Backs         |
|    | Germania (bandiera)         | C     | Heiko Bonan             |
|    | Germania (bandiera)         | C     | Thomas Strecker         |
|    | Germania (bandiera)         | C     | Maik Jesse              |
|    | Germania (bandiera)         | C     | Christian Korth         |
|    | Germania (bandiera)         | C     | Mario Tolkmitt          |
|    | Germania (bandiera)         | C     | Dirk Rehbein            |
|    | Germania (bandiera)         | C     | Matthias Schulz-Griebel |
|    | Germania (bandiera)         | A     | Torsten Bernhardt       |
|    | Germania (bandiera)         | A     | Mike Kolloff            |
|    | Germania (bandiera)         | A     | Dirk Anders             |
|    | Unione Sovietica (bandiera) | A     | Michail Proničëv        |
|    | Islanda (bandiera)          | A     | Tómas Ingi Tómasson     |
|    | Germania (bandiera)         | A     | Matthias Zimmerling     |
|    | Germania (bandiera)         | A     | Torsten Boer            |

## Calciomercato

### Sessione estiva
| Acquisti | Acquisti            | Acquisti                 | Acquisti   |
| R.       | Nome                | da                       | Modalità   |
| -------- | ------------------- | ------------------------ | ---------- |
| P        | Ilija Vălov         | CSKA Sofia               | definitivo |
| D        | Uwe Szangolies      | Eisenhüttenstädter Stahl | definitivo |
| C        | Pavel Chaloupka     | Fortuna Düsseldorf       | definitivo |
| C        | Dirk Rehbein        | Fortuna Colonia          | definitivo |
| A        | Michail Proničëv    | Lokomotiv Mosca          | definitivo |
| A        | Tómas Ingi Tómasson | ÍBV Vestmannæyja         | prestito   |

| Cessioni | Cessioni       | Cessioni                 | Cessioni   |
| R.       | Nome           | a                        | Modalità   |
| -------- | -------------- | ------------------------ | ---------- |
| P        | Bodo Rudwaleit | Eisenhüttenstädter Stahl | definitivo |
| D        | Marco Köller   | Duisburg                 | definitivo |
| D        | Frank Rohde    | Amburgo                  | definitivo |
| C        | Mike Buth      |                          |            |
| C        | Rainer Ernst   | Kaiserslautern           | definitivo |
| C        | Thomas Doll    | Amburgo                  | definitivo |
| C        | Bernd Schulz   | Union Berlino            | definitivo |
| A        | René Rydlewicz | Bayer Leverkusen         | definitivo |

## Risultati

### NOFV-Oberliga

#### Girone di andata
| Arbitro: | Scheurell |

|                                     |           |  |
| Abel 16’ Schmidt 17’, 60’ Vogel 57’ | Marcatori |  |

| Arbitro: | Bußhardt |

|             |           |                           |
| Rehbein 19’ | Marcatori | 53’ Lehmann 89’ Schneider |

| Arbitro: | Roßner |

|                                        |           |          |
| Gütschow 18’ Kern 53’ Allievi 60’, 75’ | Marcatori | 78’ Lenz |

| Arbitro: | Schneider |

|  |           |                            |
|  | Marcatori | 18’, 36’ Fuchs 25’ Röhrich |

| Arbitro: | Kirschen |

|                                      |           |                                 |
| Rösler 1’ Schwerinski 54’ Laeßig 80’ | Marcatori | 11’ Küttner 43’ Reich 73’ Bonan |

| Arbitro: | Habermann |

|                   |           |  |
| Edmond 84’ (aut.) | Marcatori |  |

| Eisenhüttenstadt 6 ottobre 1990, ore 15:00 7ª giornata | Eisenhüttenstädter Stahl | 0 – 0 referto | FC Berlino | Sportanlage Waldstraße (1 400 spett.)\| Arbitro: \| Weise \| |
| Arbitro:                                               | Weise                    |               |            |                                                              |

| Arbitro: | Hagen |

|  |           |          |
|  | Marcatori | 77’ Raab |

| Arbitro: | Peschel |

|          |           |  |
| Pfahl 6’ | Marcatori |  |

| Arbitro: | Stenzel |

|             |           |                                                |
| Leitzke 85’ | Marcatori | 44’ Küttner 66’ Reich 67’ Rehbein 90’ Proničëv |

| Berlino 10 novembre 1990, ore 13:30 11ª giornata | FC Berlino | 0 – 0 referto | Hallescher | Friedrich-Ludwig-Jahn-Sportpark (1 463 spett.)\| Arbitro: \| Supp \| |
| Arbitro:                                         | Supp       |               |            |                                                                      |

| Arbitro: | Ziller |

|               |           |  |
| Steinmann 63’ | Marcatori |  |

| Arbitro: | Heynemann |

|                                |           |               |
| Soutschek 34’ (aut.) Bonan 37’ | Marcatori | 26’ Soutschek |

#### Girone di ritorno
| Arbitro: | Scheurell |

|  |           |           |
|  | Marcatori | 90’ Reich |

| Arbitro: | Supp |

|          |           |                                                            |
| Boer 24’ | Marcatori | 20’ Rösler 65’ (aut.) Szangolies 74’ Gütschow 89’ Schößler |

| Arbitro: | Müller |

|                         |           |                    |
| Alms 24’ Fuchs 34’, 62’ | Marcatori | 76’ Boer 80’ Reich |

| Berlino 19 marzo 1991, ore 17:30 17ª giornata | FC Berlino | 0 – 0 referto | Rot-Weiß Erfurt | Friedrich-Ludwig-Jahn-Sportpark (565 spett.)\| Arbitro: \| Kirschen \| |
| Arbitro:                                      | Kirschen   |               |                 |                                                                        |

| Berlino 22 marzo 1991, ore 18:00 18ª giornata | FC Berlino | 0 – 0 referto | Magdeburgo | Friedrich-Ludwig-Jahn-Sportpark (853 spett.)\| Arbitro: \| Roßner \| |
| Arbitro:                                      | Roßner     |               |            |                                                                      |

| Arbitro: | Fleske |

|                       |           |                     |
| Halata 54’ Rische 72’ | Marcatori | 23’ Backs 71’ Bonan |

| Arbitro: | Gläser |

|               |           |           |
| Szangolies 7’ | Marcatori | 67’ Menze |

| Arbitro: | Ziller |

|                                      |           |  |
| Klee 12’ Peschke 44’, 61’ Bürger 49’ | Marcatori |  |

| Arbitro: | Müller |

|           |           |  |
| Bonan 73’ | Marcatori |  |

| Arbitro: | Bußhardt |

|          |           |                       |
| Boer 25’ | Marcatori | 82’ (aut.) Szangolies |

| Arbitro: | Roßner |

|             |           |  |
| Nowotny 85’ | Marcatori |  |

| Arbitro: | Heynemann |

|                        |           |            |
| Boer 49’ Bernhardt 76’ | Marcatori | 43’ Keller |

| Arbitro: | Eßbach |

|                     |           |                     |
| Westphal 58’ (rig.) | Marcatori | 21’ Herzog 35’ Boer |

#### Playoff
| Arbitro: | Peschel |

|                                     |           |                 |
| Abel 16’ Schmidt 17’, 60’ Vogel 57’ | Marcatori | 33’ Zschiedrich |

| Arbitro: | Kirschen |

|  |           |            |
|  | Marcatori | 20’ Schulz |

| Berlino 12 giugno 1991 3ª giornata | FC Berlino | 0 – 0 referto | Magdeburgo | Sportforum Hohenschönhausen (1 725 spett.)\| Arbitro: \| Ziller \| |
| Arbitro:                           | Ziller     |               |            |                                                                    |

| Brandeburgo sulla Havel 15 giugno 1991 4ª giornata | Stahl Brandeburgo | 0 – 0 referto | FC Berlino | Stadion der Stahlwerker (3 269 spett.)\| Arbitro: \| Schneider \| |
| Arbitro:                                           | Schneider         |               |            |                                                                   |

| Arbitro: | Habermann |

|                    |           |  |
| Bonan 58’ Boer 62’ | Marcatori |  |

| Arbitro: | Gläser |

|                      |           |                                                       |
| Köhler 34’, 41’, 53’ | Marcatori | 10’ Szangolies 14’, 49’ Tómasson 22’ Fügner 32’ Bonan |

### Coppa della Germania Est
| Arbitro: | Kiefer |

|  |           |                         |
|  | Marcatori | 18’ Boer 54’, 80’ Bonan |

| Arbitro: | Ziller |

|                        |           |                      |
| Grether 21’ Seier 117’ | Marcatori | 72’ (rig.) Chaloupka |

## Statistiche

### Andamento in campionato
| Giornata  | 1  | 2  | 3  | 4  | 5  | 6  | 7  | 8  | 9  | 10 | 11 | 12 | 13 | 14 | 15 | 16 | 17 | 18 | 19 | 20 | 21 | 22 | 23 | 24 | 25 | 26 |
| --------- | -- | -- | -- | -- | -- | -- | -- | -- | -- | -- | -- | -- | -- | -- | -- | -- | -- | -- | -- | -- | -- | -- | -- | -- | -- | -- |
| Luogo     | T  | C  | T  | C  | T  | C  | T  | C  | T  | C  | T  | C  | T  | T  | C  | T  | C  | T  | C  | T  | C  | T  | T  | C  | T  | C  |
| Risultato | P  | P  | P  | P  | N  | V  | N  | P  | P  | V  | N  | P  | V  | N  | V  | P  | P  | N  | N  | N  | P  | V  | N  | P  | V  | V  |
| Posizione | 14 | 13 | 14 | 14 | 14 | 14 | 14 | 14 | 14 | 14 | 14 | 14 | 13 | 13 | 11 | 13 | 13 | 13 | 11 | 12 | 12 | 12 | 12 | 12 | 12 | 11 |

Fonte:  GDR » Oberliga 1990/1991 » Schedule, su worldfootball.net.
Legenda:

Luogo: C = Casa; T = Trasferta. Risultato: V = Vittoria; N = Pareggio; P = Sconfitta.

### Statistiche di squadra
| Competizione  | Punti | In casa | In casa | In casa | In casa | In casa | In casa | In trasferta | In trasferta | In trasferta | In trasferta | In trasferta | In trasferta | Totale | Totale | Totale | Totale | Totale | Totale | DR  |
| Competizione  | Punti | G       | V       | N       | P       | Gf      | Gs      | G            | V            | N            | P            | Gf           | Gs           | G      | V      | N      | P      | Gf     | Gs     | DR  |
| ------------- | ----- | ------- | ------- | ------- | ------- | ------- | ------- | ------------ | ------------ | ------------ | ------------ | ------------ | ------------ | ------ | ------ | ------ | ------ | ------ | ------ | --- |
| NOFV-Oberliga | 22    | 13      | 4       | 5       | 4       | 10      | 14      | 13           | 3            | 3            | 7            | 15           | 25           | 26     | 7      | 8      | 11     | 25     | 39     | -14 |
| FDGB Pokal    | -     | 0       | 0       | 0       | 0       | 0       | 0       | 2            | 1            | 0            | 1            | 4            | 2            | 2      | 1      | 0      | 1      | 4      | 2      | +2  |
| Totale        | -     | 13      | 4       | 5       | 4       | 10      | 14      | 15           | 4            | 3            | 8            | 19           | 27           | 28     | 8      | 8      | 12     | 29     | 41     | -12 |

### Statistiche dei giocatori
| Giocatore         | NOFV-Oberliga+Playoff | NOFV-Oberliga+Playoff | NOFV-Oberliga+Playoff | NOFV-Oberliga+Playoff | DFB-Pokal | DFB-Pokal | DFB-Pokal   | DFB-Pokal  | Totale   | Totale | Totale      | Totale     |
| Giocatore         | Presenze              | Reti                  | Ammonizioni           | Espulsioni            | Presenze  | Reti      | Ammonizioni | Espulsioni | Presenze | Reti   | Ammonizioni | Espulsioni |
| ----------------- | --------------------- | --------------------- | --------------------- | --------------------- | --------- | --------- | ----------- | ---------- | -------- | ------ | ----------- | ---------- |
| D. Anders         | 5                     | 0                     | 1                     | 0                     | 1         | 0         | 0           | 0          | 6        | 0      | 1           | 0          |
| T. Arndt          | 16+6                  | 0                     | 0+1                   | 0                     | 0         | 0         | 0           | 0          | 22       | 0      | 1           | 0          |
| C. Backs          | 16                    | 1                     | 1                     | 0                     | 0         | 0         | 0           | 0          | 16       | 1      | 1           | 0          |
| T. Bernhardt      | 5+6                   | 2+1                   | 0                     | 0                     | 0         | 0         | 0           | 0          | 11       | 3      | 0           | 0          |
| H. Bonan          | 25+6                  | 7+2                   | 1+1                   | 0                     | 2         | 2         | 0           | 0          | 33       | 11     | 2           | 0          |
| T. Boer           | 25+6                  | 7+2                   | 1+2                   | 0                     | 2         | 1         | 0           | 0          | 33       | 10     | 3           | 0          |
| J. Buder          | 13+5                  | 0                     | 0                     | 0                     | 0         | 0         | 0           | 0          | 18       | 0      | 0           | 0          |
| P. Chaloupka      | 11                    | 2                     | 0                     | 1                     | 2         | 1         | 0           | 0          | 13       | 3      | 0           | 1          |
| J. Fügner         | 20+5                  | 0+1                   | 2+1                   | 0                     | 2         | 0         | 0           | 0          | 27       | 1      | 3           | 0          |
| M. Hennig         | 10+2                  | 0                     | 0+1                   | 0                     | 0         | 0         | 0           | 0          | 12       | 0      | 1           | 0          |
| H. Herzog         | 17+2                  | 1                     | 5                     | 0                     | 1         | 0         | 0           | 0          | 20       | 1      | 5           | 0          |
| M. Jesse          | 5                     | 0                     | 0                     | 0                     | 0         | 0         | 0           | 0          | 5        | 0      | 0           | 0          |
| M. Kollof         | 1                     | 0                     | 0                     | 0                     | 0         | 0         | 0           | 0          | 1        | 0      | 0           | 0          |
| C. Korth          | 6+2                   | 0                     | 0                     | 0                     | 1         | 0         | 0           | 0          | 9        | 0      | 0           | 0          |
| O. Kosche         | 5                     | -7                    | 0                     | 0                     | 0         | 0         | 0           | 0          | 5        | -7     | 0           | 0          |
| W. Ksienzyk       | 29+5                  | 0                     | 1                     | 0                     | 2         | 0         | 0           | 0          | 36       | 0      | 1           | 0          |
| E. Küttner        | 22+6                  | 2                     | 4+1                   | 0                     | 1         | 0         | 0           | 0          | 29       | 2      | 5           | 0          |
| J. Lenz           | 16                    | 1                     | 2                     | 0                     | 1         | 0         | 0           | 0          | 17       | 1      | 2           | 0          |
| A. Nofz           | 4                     | -14                   | 0                     | 0                     | 2         | -2        | 0           | 0          | 6        | -16    | 0           | 0          |
| M. Proničëv       | 13                    | 1                     | 0                     | 0                     | 1         | 0         | 0           | 0          | 14       | 1      | 0           | 0          |
| D. Rehbein        | 15+6                  | 2+1                   | 1+1                   | 0                     | 2         | 0         | 0           | 0          | 23       | 3      | 2           | 0          |
| B. Reich          | 28+6                  | 4                     | 5+2                   | 0                     | 2         | 0         | 0           | 0          | 36       | 4      | 7           | 0          |
| M. Schulz-Griebel | 1                     | 0                     | 0                     | 0                     | 0         | 0         | 0           | 0          | 1        | 0      | 0           | 0          |
| T. Strecker       | 5                     | 0                     | 1                     | 0                     | 2         | 0         | 0           | 0          | 7        | 0      | 1           | 0          |
| U. Szangolies     | 21+6                  | 1+1                   | 2+1                   | 0                     | 2         | 0         | 0           | 0          | 29       | 2      | 3           | 0          |
| M. Tolkmitt       | 2                     | 0                     | 0                     | 0                     | 1         | 0         | 0           | 0          | 3        | 0      | 0           | 0          |
| T. Tomásson       | 3+3                   | 0+2                   | 0                     | 0                     | 0         | 0         | 0           | 0          | 6        | 2      | 0           | 0          |
| I. Vălov          | 20+5                  | -18+-2                | 0                     | 0                     | 1         | 0         | 0           | 0          | 26       | -20    | 0           | 0          |
| M. Zimmerling     | 5                     | 0                     | 0                     | 0                     | 1         | 0         | 0           | 0          | 6        | 0      | 0           | 0          |
| J. Zöphel         | 3                     | 0                     | 0                     | 0                     | 0         | 0         | 0           | 0          | 3        | 0      | 0           | 0          |